# Xenocalamus sabiensis
Xenocalamus sabiensis — вид отруйних змій родини земляних гадюк (Atractaspididae). Мешкає в Південній Африці.

## Поширення і екологія
Xenocalamus sabiensis мешкають на сході Зімбабве, в Мозамбіку та на крайньому північному сході Південно-Африканської Республіки. Вони живуть в мезофільних саванах, серед піщаного ґрунту.